# ديك ويتمان
ديك ويتمان (بالإنجليزية: Dick Whitman)‏ هو لاعب كرة قاعدة أمريكي، ولد في 9 نوفمبر 1920 في وودبورن في الولايات المتحدة، وتوفي في 12 فبراير 2003 في بيوريا في الولايات المتحدة.

## وصلات خارجية
- ديك ويتمان على موقعبيزبول رفرنس.كوم (الدوري الرئيسي) (الإنجليزية)
- ديك ويتمان على موقعبيزبول رفرنس.كوم (الدوري الثانوي) (الإنجليزية)